# Relight My Fire
«Relight My Fire» — песня американского певца и музыканта Дэна Хартмана с его альбома Relight My Fire (1979). Он сам её написал и был её оригинальным исполнителем.
Песня также была издана отдельным синглом и стала хитом. В США она 6 недель (с 12 декабря 1979 года по 16 февраля 1980 года) была на вершине танцевального (диско) чарта журнала «Билборд». (В Великобритании она, однако, в чарты не попала.)

## Версия Take That
В 1993 году свою версию выпустил британский бой-бенд Take That. Песня вошла в их второй студийный альбом Everything Changes (1993).
Кроме того, незадолго до выхода альбома песня вышла отдельным синглом. Как и их предыдущий сингл (с песней «Pray»), сингл «Relight My Fire» попал на 1 место в Великобритании (в чарте UK Singles Chart).
В итоге группа Take That записала на свой счёт беспроигрышную серию из четырёх синглов подряд, поднявшихся на 1 место в 1993—1994 годах («Pray», «Relight My Fire», «Babe», «Everything Changes»).

### История записи
Оригинал Дэна Хартмана в конце 1970-х был очень любим в дискотеках северной Англии, и менеджер группы Take That посчитал, что эта песня была бы идеальной для того, чтобы его подопечные её обновили, записав свою версию.
Оригинальная версия Хартмана включала женский вокал в исполнении Лолеатты Халловей. Лейбл RCA Records посчитал, что на версии Take That тоже должна спеть дива жанра диско, но всё тому же менеджеру группы Take That Мартину-Смиту всегда нравилась шотландская певица Лулу и он пригласил спеть её.
Как утверждает сайт Songfacts, в документальном фильме производства телекомпании «Би-би-си» When Corden Met Barlow Гэри Барлоу высказал некоторое сожаление о качестве конечного результата (качестве исполнения на версии его группы). Как он сказал, в этой песне он отошёл на задний план и был всего лишь одним из ведущих вокалистов, а, по его мнению, пение Робби Уильямса было неидеальным. Он рассказывает:
Он (прим. перев.: Робби Уильямс) прибыл в студию, и поздно ночью мне позвонил продюсер и сказал: «Он с нами весь день, и это просто-напросто не работает». И на следующий день я вдруг подумал, что мне просто надо сделать это самому. Чтобы защитить остальных, я должен был просто сказать, что я приду и запишу сегодня вокал. В те времена было несколько случаев, о которых, поверьте, до сих пор ещё мне иногда припоминают. Я просто [иногда] действовал в такой манере, что расстраивал людей.